# چمبه، منسهره
چمبه (به انگلیسی: Chamba) یک منطقهٔ مسکونی در پاکستان است که در خیبر پختونخوا واقع شده‌است. چمبه ۲٬۵۷۱ متر بالاتر از سطح دریا واقع شده‌است.